# Suzanne Ernrup
Suzanne Marie Ernrup, född 30 november 1954 i Stockholm, är en svensk skådespelare.

## Biografi
Ernrup är utbildad vid scenskolan i Göteborg 1978–1981. Därefter var hon engagerad i tre år vid Dramaten och en period vid TV-teatern. Hon är numera frilans och har arbetat på en mångfald av scener bland andra Drottningholms slottsteater, Riksteatern, Folkan, Lorensbergsteatern och Göta Lejon.
Hon medverkade i Lasse Hallströms film Tuppen 1981 och blev känd i en av huvudrollerna i det som något felaktigt kallats TV:s första tvålopera, Lösa förbindelser 1985. Hon var också Gullan från Arkadien i TV-serien Pelle Svanslös 1997 och biouppföljaren Pelle Svanslös och den stora sKattjakten 2000. I julkalendern En riktig jul år 2007 medverkade hon som en av tomtens nissar.
Hon är gift med skådespelaren Anders Sundquist.

## Filmografi
- 1981 – Tuppen
- 1983 – Limpan
- 1984 – Svenska folkets sex och snusk (TV)
- 1984 – Åke och hans värld
- 1984 – Privatdeckarna: Uppdrag Gran Canaria
- 1985 – Det är mänskligt att fela (TV)
- 1985 – Lösa förbindelser (TV-serie)
- 1987 – Hip hip hurra!
- 1987 – Varuhuset (TV-serie)
- 1988 – Guld! (TV-serie)
- 1989 – S/Y Glädjen
- 1989 – Hassel – Offren
- 1992 – Jönssonligan & den svarta diamanten
- 1992 – Söndagsbarn
- 1992 – Kuta och kör (TV-sänd teater på Folkan från 1984)
- 1992 – Rederiet (gästroll)
- 1994 – Du bestämmer (TV-serie) (gästroll)
- 1995 – Snoken (TV-serie) (gästroll)
- 1997 – Pelle Svanslös
- 1997 – Skilda världar (TV-serie)
- 1999 – Ett litet rött paket (TV-serie)
- 2000 – Pelle Svanslös och den stora skattjakten
- 2000 – Fem gånger Storm (TV-serie) (gästroll)
- 2002 – Bella bland kryddor och kriminella (TV-serie)  (gästroll)
- 2001 – Pusselbitar (TV-serie)
- 2007 – En riktig jul (TV-serie)
- 2008 – Lasse-Majas detektivbyrå – Kameleontens hämnd
- 2013 – Lasse-Majas detektivbyrå – von Broms hemlighet
- 2013 – Fröken Frimans krig (TV-serie)
- 2014 – Lasse-Majas detektivbyrå – Skuggor över Valleby
- 2017 – Innan vi dör (TV-serie)

## Teater

### Roller (ej komplett)
| År   | Roll            | Produktion                               | Regi           | Teater            |
| ---- | --------------- | ---------------------------------------- | -------------- | ----------------- |
| 1966 | Medverkande     | I afton improviserar vi Luigi Pirandello | Mimi Pollak    | Dramaten          |
| 1969 | Maria           | Bröllopsfesten (Hochzeit) Elias Canetti  | Donya Feuer    | Dramaten          |
| 1988 |                 | Det stannar i familjen Ray Cooney        | Brian Howard   | Folkan            |
| 1988 | Stella Kowalski | Linje Lusta Tennessee Williams           | Georg Malvius  | Folkan            |
| 1992 | Alva            | Madicken Astrid Lindgren                 | Pernilla Skifs | Göta Lejon        |
| 1993 | Fru Svantesson  | Karlsson på taket Astrid Lindgren        | Pernilla Skifs | Göta Lejon        |
| 2004 | Medverkande     | Vilken OSis, revy Ulf Larsson            | Ulf Larsson    | Nya Casinoteatern |